# Przytulia bagienna
Przytulia bagienna (Galium uliginosum L.) – gatunek rośliny z rodziny marzanowatych. Występuje w niemal całej Europie oraz w Azji w strefie umiarkowanej sięgając po wschodnią Syberię. W Polsce jest pospolity na całym obszarze.

## Morfologia

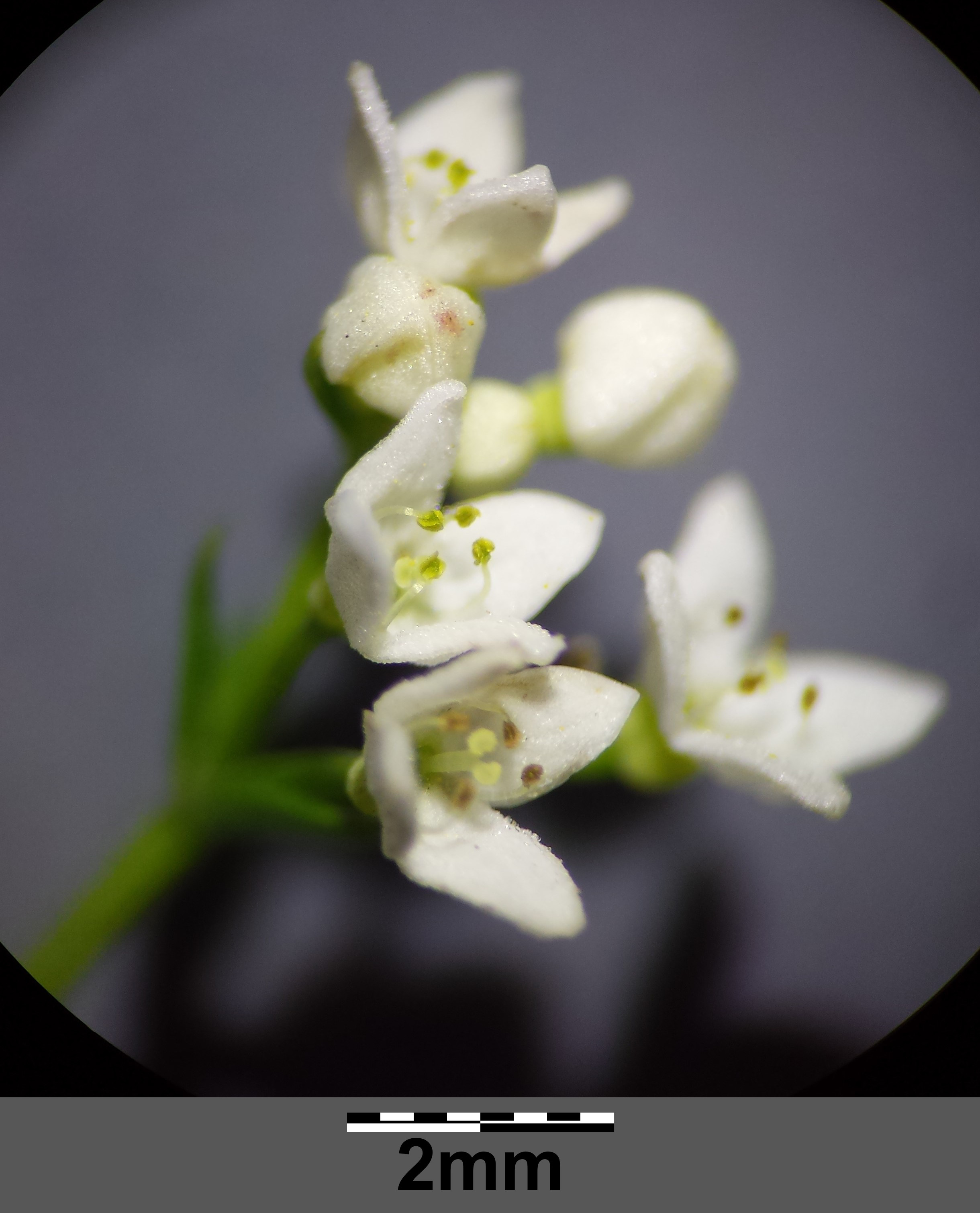
Kwiaty

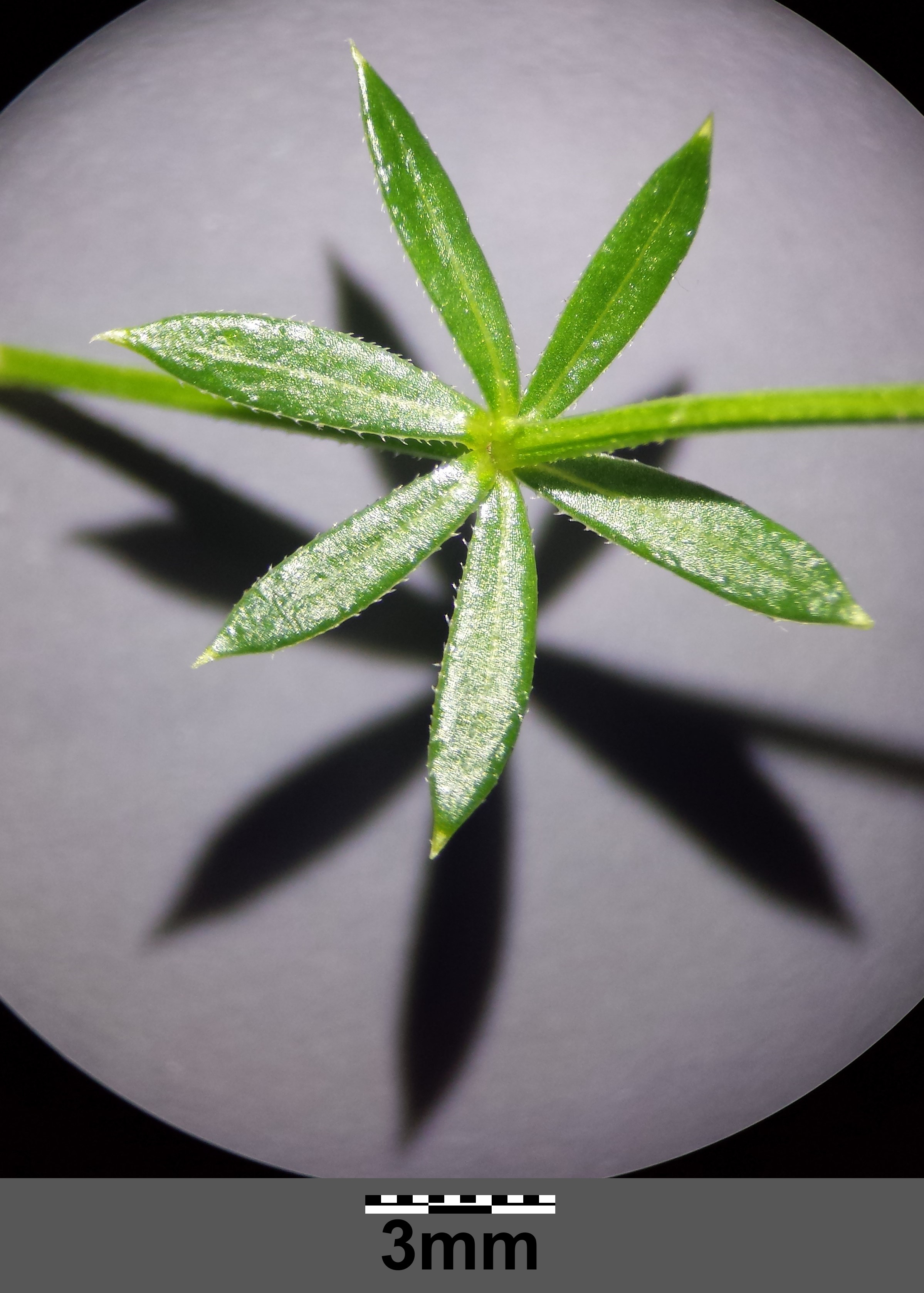
Okółek liści

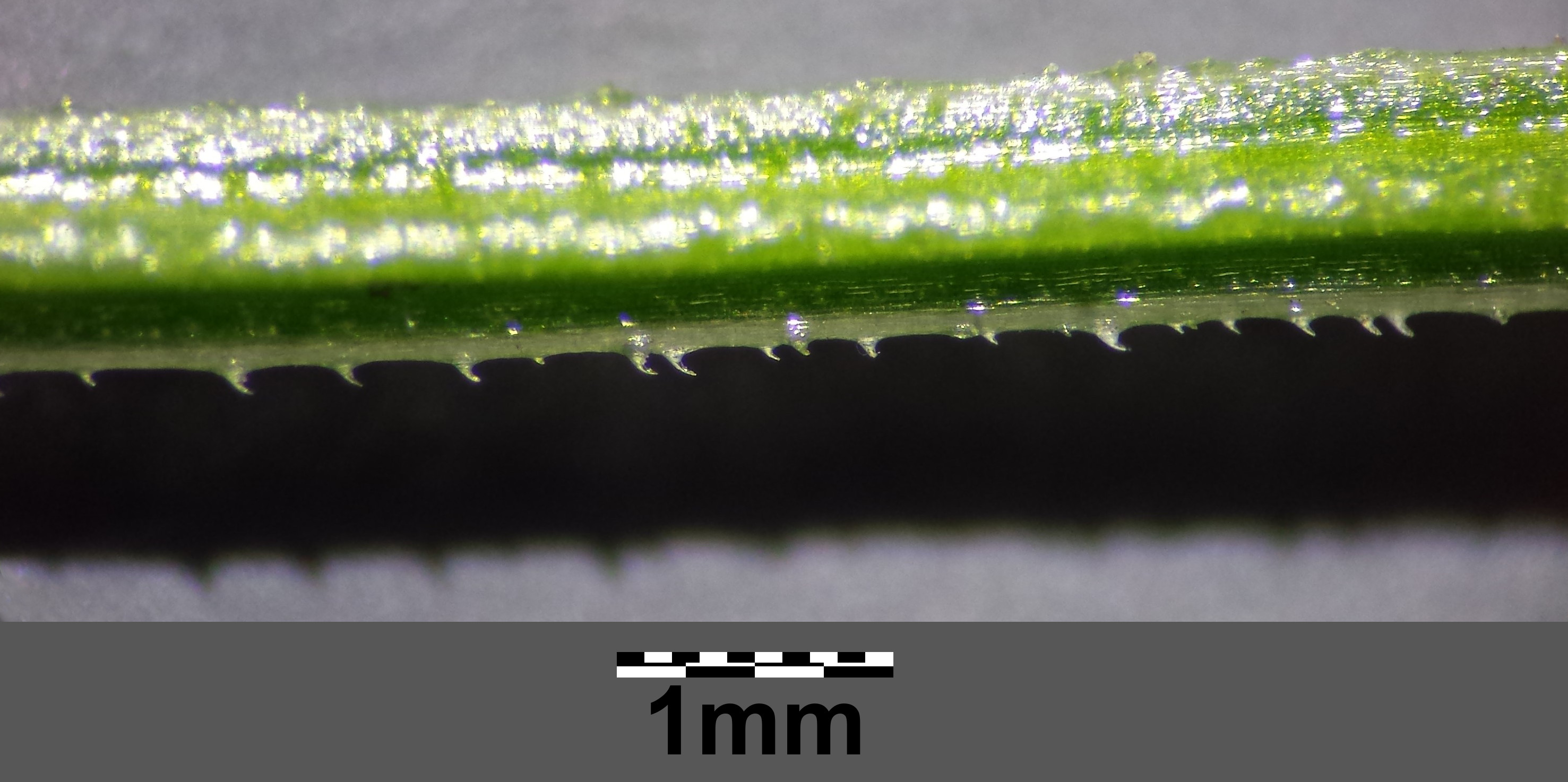
Łodyga

ŁodygaLeżąca lub wspinająca się, czterokanciasta, ulistniona, o wysokości do 60 cm. Jest szorstka, dzięki skierowanym w dół szczecinkom. Umożliwiają one przytrzymywanie się delikatnej łodygi na pędach innych roślin i innych podporach.
LiścieZebrane w okółkach w liczbie od 5 do 8. Lancetowate, na szczycie z krótkim ostrzem, najszersze w połowie, o brzegach szorstkich.
KwiatyZebrane w szeroko rozgałęzioną, luźną  wiechę na szczycie łodygi. Kwiaty o średnicy 2,5–3 mm wyrastają na krótkich szypułkach, mają białe płatki i żółte pylniki.
OwocRozłupnia rozpadająca się na jajowate, drobno brodawkowate rozłupki.
Gatunki podobnePrzytulia błotna (Galium palustre) różniąca się m.in. zwykle czterema liśćmi w okółku (rzadko jest ich 5–6), czerwonymi pylnikami i czernieniem po wysuszeniu.

## Biologia i ekologia
Bylina, hemikryptofit. Kwitnie od maja do czerwca. Rośnie na podmokłych łąkach, torfowiskach, brzegach wód.  Preferuje stanowiska umiarkowanie naświetlone, umiarkowanie ciepłe warunki klimatyczne. Gleby świeże lub wilgotne, obojętne lub zasadowe, umiarkowanie ubogie (mezotroficzne). W klasyfikacji zbiorowisk roślinnych, gatunek charakterystyczny  dla rzędu (O.) Molinietalia caerulae.